# Handelsgericht Nürnberg
Das Handelsgericht Nürnberg war ein Handelsgericht erster Instanz in Nürnberg.

## Geschichte
Das Verfahren von dem Nürnberger Mercantil- und Bancogericht wurde zunehmend als zu langsam kritisiert. Mit der Handelsgerichtsordnung von 1804 entstand so das Handelsgericht Nürnberg und das Merkantil-Friedens- und Schiedsgericht Nürnberg. Das Handelsgericht arbeitete im schriftlichen Verfahren und entsprach in seiner Besetzung dem bisherigen Mercantil- und Bancogericht. Es bestand also aus zwei Stadträten, zwei Juristen und den Marktvorstehern. Eine Appellation war an das Stadtgericht Nürnberg möglich. In handelsrechtlichen Fällen konnten sich die Parteien freiwillig an das Merkantil-Friedens- und Schiedsgericht wenden, erfolgte keine Einigung, war das Handelsgericht zuständig.
In Folge des Rheinbundes wurde die Reichsstadt Nürnberg 1806 mediatisiert und Teil des Königreichs Bayern. In der Verordnung, die Organisation der Handelsgerichte erster und zweiter Instanz in Nürnberg betreffend vom 18. Mai 1809 wurde die Organisation der Handelsgerichte in Nürnberg neu geregelt. Das Merkantil-Friedens- und Schiedsgericht sowie das Handelsgericht Nürnberg blieben bestehen. Als Gericht zweiter Instanz entstand das Handelsappellationsgericht Nürnberg neu. Der Sprengel des Handelsgerichts war die Stadt Nürnberg.
Am 11. September 1825 wurde das neue Wechselrecht und eine Wechselgerichtsordnung für Bayern erlassen. Als Gerichte erster Instanz dienten nun Wechselgerichte. Für Nürnberg übernahm das Handelsgericht Nürnberg die gleiche Funktion, behielt aber seinen Namen.
Mit den Reichsjustizgesetzen wurde die Handelsgerichtsbarkeit 1879 aufgehoben und Handelssachen an die ordentlichen Gerichte verwiesen. Damit wurde auch das Handelsgericht Nürnberg aufgehoben.